# Операция «Росарио»
Операция «Роса́рио» (исп. Operación Rosario) — операция аргентинских коммандос по захвату Фолклендских островов 2 апреля 1982 года.

## Планирование
План операции был составлен главным идеологом-«мальвинистом» — Хорхе Анайя. Основные силы — силы спецназа и 2-й батальон морской пехоты на плавающих бронетранспортёрах LVTP, должны были высадиться в районе Порт-Стэнли с кораблей «Кабо Сан-Антонио» и «Сантисима Тринидад». Прикрытие в море сил вторжения обеспечивало оперативное соединение 20 (авианосец «Вейнтисинко де Майо», эсминцы «Комодоро Пи», «Иполито Бушар», «Пьедра Буэна», «Сегуи» и танкер «Пунта-Меданос») под командованием Хуана Х. Ломбардо.

## Ход операции
2 апреля в рамках операции 5-я истребительная эскадрилья ВВС Аргентины начала подготовку к переброске авиации на юг.. 14 апреля 1982 года 5-я истребительная группа начала развертывание на своей оперативной базе на военной авиабазе Рио-Гальегос на юге Аргентины. Одна часть летчиков летала на боевых самолётах A-4B Skyhawk, а другая — на транспортных самолётах.
Первый эшелон вторжения составили бойцы спецназа Командования подводных сил ВМС Аргентины — «Бузо тактико». Они высадились с подводной лодки «Санта-Фе», провели разведку, наметили места будущего десантирования аргентинских войск.
В дальнейшем, в ходе короткого боя, аргентинцы потеряли офицера — капитана морской пехоты Педро Джакино, убитого при штурме здания с британскими солдатами.